# Adolphe Max
Adolphe Eugène Jean Max (Brussel, 30 december 1869 – aldaar, 6 november 1939) was een Belgisch politicus en burgemeester van Brussel vanaf 1909 tot aan zijn dood, met een feitelijke onderbreking van 1914 tot 1918. Hij staat vooral bekend omwille van zijn verzetsdaden tijdens de Eerste Wereldoorlog, die hem zijn vrijheid gekost hebben. 

## Opleiding en vroege carrière
Adolphe Max werd in 1869 geboren te Brussel, in een doktersfamilie van de hogere klasse. Max was de zoon van de arts Henri Max en Ernestine Wetrems. Zijn vader werd bekend als de persoonlijke arts van Albert I van België. Hij liep school in de athenea van Brussel en Elsene. Adolphe had echter niet veel interesse in de geneeskunde en tot onbegrip van zijn vader ging hij zich verdiepen in het recht en de politiek. Hij ging studeren aan de ULB en werd in 1891 doctor in de rechten. Hierop werd hij advocaat. Ook als journalist was Max actief en hij schreef zowel tijdens als na zijn opleiding voor verschillende Franstalige kranten.
Reeds vroeg had Adolphe interesse in de politiek. Hij zag zichzelf als gematigde liberaal en was op zestienjarige leeftijd medestichter van de 'Jeune Garde de la Ligue Libérale modérée'. Deze politieke visie bleef hij doorheen zijn leven behouden, samen met een wantrouwen tegenover het socialisme. Reeds vrij snel ruilde hij de advocatuur in voor een carrière in de politiek. In 1896, vijf jaar nadat hij was afgestudeerd, werd hij voor de Liberale Partij provincieraadslid in Brabant, wat hij bleef tot in 1911. Vanaf 1903 was hij lid van de Brusselse gemeenteraad om in 1908 de schepenambt te bereiken. Na de dood van burgemeester Emile de Mot een jaar later kreeg hij de kans zelf de burgemeestersjerp op te nemen. Zo werd hij in 1909 burgemeester, wat hij tot aan zijn dood in 1939 zou blijven.

## Duitse inval in Brussel
In 1914 was Adolphe Max vijf jaar burgemeester. Op 4 augustus van dat jaar vielen Duitse troepen het toen neutrale België binnen en maakten hun opmars doorheen het land. Verschillende steden als Aarschot, Leuven en Dinant werden verwoest, evenals tientallen Waalse dorpjes. Hierbij vielen ook veel burgerslachtoffers. Max vreesde een gelijkaardig scenario in Brussel. Al snel maakte hij de oprukkende bezetter duidelijk dat Brussel geen militair bolwerk was en vernielingen dan ook onnodig waren. Via pamfletten die gericht waren aan de bevolking vroeg hij om zich niet te verzetten tegen de bezetter, teneinde gruweldaden te vermijden. Zijn pamflet sloot hij af met de inmiddels beroemd geworden uitspraak:

'Zoolang ik zal leven en in vrijheid verkeeren, zal ik uit al mijne krachten de rechten en de waardigheid mijner medeburgers verdedigen'
— Adolphe Max

Hiermee maakte hij meteen duidelijk dat hij de bezetter ook niet zomaar zijn gang zou laten gaan. Hij was zich er zeer van bewust dat dit ook zijn eigen vrijheid op het spel zou zetten. Op 20 augustus 1914 kwam de bezetter aan in Brussel. Zoals gevraagd aan de bevolking werd er geen verzet vertoond. De massaal verzamelde bevolking sloeg machteloos gade hoe de bezetter hun stad inpalmde. Hierdoor bleef Brussel gespaard van vernielingen of burgerslachtoffers. Toen het Duitse bewind zich vestigde bleef Max koppig op zijn post in het stadhuis.

## Gevangenschap
Omdat Max al van vooraf aan gezworen had de rechten van de inwoners op de eerste plaats te zetten konden aanvaringen met de bezetter niet uitblijven. Hij bleef communiceren met de bevolking via aanplakbiljetten en werd verschillende keren kort gearresteerd, waarna hij weer vrijgelaten werd. Hij bracht zelfs enkele nachten door in het stadhuis om zijn post als burgemeester veilig te stellen. De ultieme aanvaring kwam er uiteindelijk op 26 september 1914. Sinds de inval vroeg de bezetter verschillende miljoenen Goudmarken oorlogsschatting. In ruil hiervoor werden de door hun in beslag genomen goederen vergoed aan de bevolking. Maar omdat de Duitse bezetter vond dat deze betalingen niet snel genoeg gebeurden werd er een rem gezet op de vergoedingen. Hierop reageerde Max door de oorlogsschatting ook stop te zetten. Deze daad moest hij bekopen met zijn vrijheid. 
Max werd ontboden op het hoofdkwartier van de bezetter in de Wetstraat en werd daar gearresteerd. Hierop werd hij door een beveiligd transport naar een gevangenis in Namen gebracht. Daarna belandde hij achtereenvolgens in gevangenissen in Keulen, Glatz, Hannover en Berlijn. 
De laatste weken van de oorlog bracht hij door in Goslar. Het bleek echter moeilijk om terug naar België te reizen. Intussen was Brussel de enige Europese hoofdstad die bijna de hele oorlog bezet was gebleven.

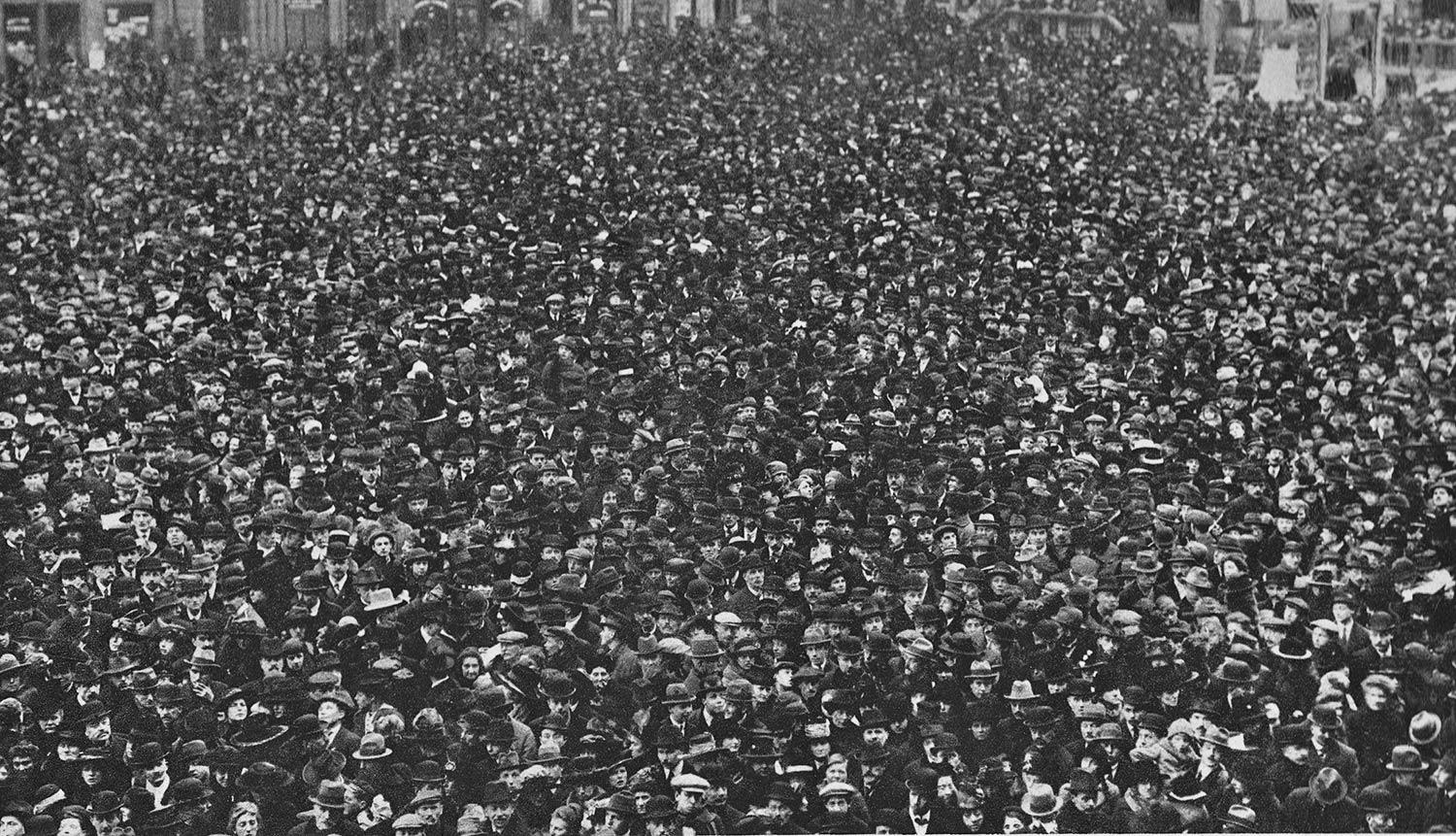
Een grote menigte verwelkomde Max bij zijn terugkeer

## Terugkeer naar Brussel
Op 11 november werd de wapenstilstand ondertekend. Diezelfde dag nog ontsnapte Max uit zijn ballingschap door een vervalst paspoort. Op 17 november kwam hij terug aan in Brussel waar hij als een grote held ontvangen werd. Hij trof er zijn huis aan, bedolven onder de bloemen en verschillende kranten maakten melding van grote volksmassa die zijn naam juichten op de Grote Markt.  

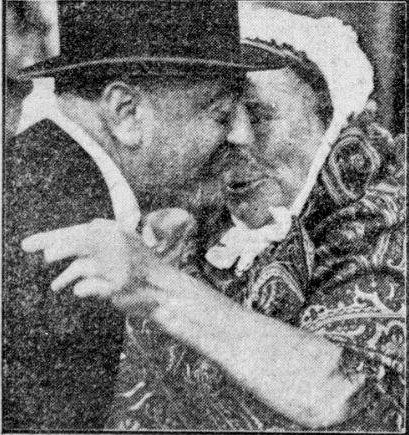
Burgemeester Max met een der oudste inwoonsters van zijn stad bij een plaatselijk feest, 1923

Meteen na zijn terugkeer nam hij zijn burgemeestersambt weer op. Samen met zijn schepenen en opvolgers ad interim Maurice Lemonnier en Emile Jacqmain werd hij door de Brusselse bevolking aanzien als symbool voor verzet en onbuigzaamheid tegenover de Duitse bezetting. De drie kregen meteen na de oorlog  een laan naar zich vernoemd, iets wat uitzonderlijk is voor levende personen. Van de Adolphe Maxlaan werd zelfs op 18 november al gesproken in de kranten.

## Latere carrière

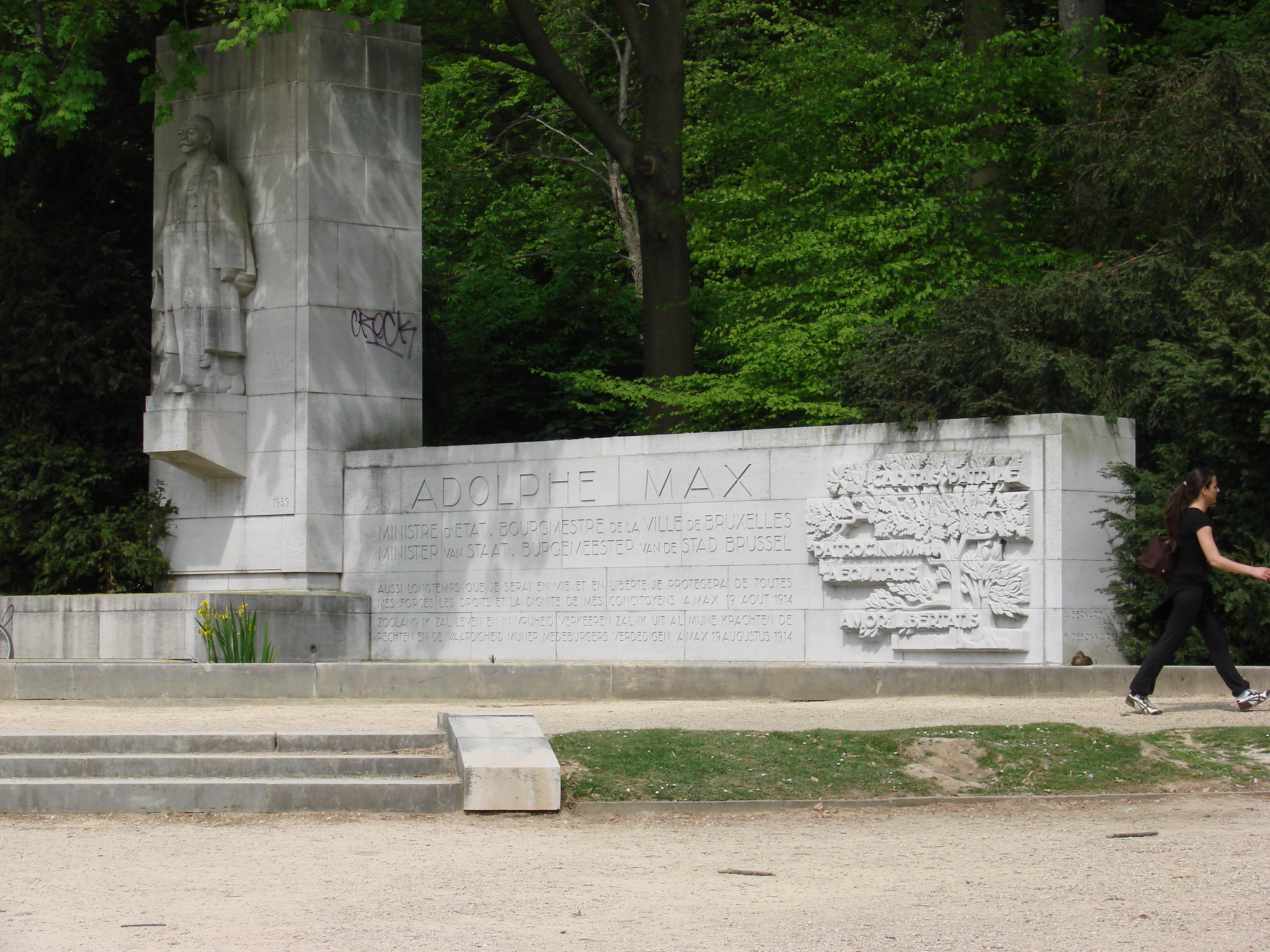
Monument ter ere van Adolphe Max op de Heizel

Max bleef tot aan zijn dood burgemeester van Brussel. Hij was onder andere verantwoordelijk voor de bouw van het Paleis voor Schone Kunsten, en voor de organisatie van de Wereldtentoonstelling van 1935 op de Heizel (de zogenaamde "Eeuwfeestpaleizen" worden nog steeds gebruikt als tentoonstellingsruimte). In 1919 werd Adolphe Max verkozen tot lid van de Kamer van volksvertegenwoordigers voor het arrondissement Brussel en bleef dit ook tot aan zijn dood. Als parlementslid ijverde Max voor de invoering van het algemeen stemrecht en het vrouwenstemrecht. Hij was voorzitter van de liberale fractie in het parlement. In deze functie wist hij verschillende Vlaamsgezinde wetsvoorstellen te blokkeren. Zo was hij een tegenstander van de vernederlandsing van de Rijksuniversiteit Gent en verzette hij zich tegen de goedkeuring van de taalwetten in de jaren 1930. Ook gold hij als tegenstander van de Vlaamse Beweging in het algemeen.
In 1918 werd Adolphe Max benoemd tot minister van Staat.